# Formicivora
Formicivora é um género de aves passeriformes da família Thamnophilidae, conhecidos popularmente como papa-formiga, formigueiro ou bicudinho. Contém onze espécies reconhecidas nativas da América do Sul, a maior parte delas ocorrendo no Brasil. São aves extremamente agitadas que vivem nos emaranhados do sub-bosque, raramente emergindo ou ficando exposto.

## Etimologia
O nome genérico feminino «Formicivora» é composto pelas palavras latinas «formica» : formiga «vorae»: devorar; que significa "devorador de formigas".

## Descrição
São pássaros pequenos, medindo entre 11,5 e 11,3 cm; possuem caudas razoavelmente longas. O dimorfismo sexual nesse género é evidente, os machos geralmente portam cores mais fortes e chamativas que as fêmeas, em tonalidades de preto, marrom, cinza e branco. A maioria das espécies apresenta uma sobrancelha branca distinta que percorre da testa até os flancos.

## Espécies
De acordo com as classificações do Congresso Ornitológico Internacional (IOC),  Clements Checklist/eBird e Comitê de Classificação da América do Sul (SACC), este gênero é composto pelas seguintes espécies, com o respectivo nome popular de acordo com a Comitê Brasileiro de Registros Ornitológicos (CBRO), e com as devidas diferenças observadas na taxonomia:
| Imagem | Nome científico                       | Nome comum                   | Distribuição | IUCN (*) |
| ------ | ------------------------------------- | ---------------------------- | ------------ | -------- |
|        | Formicivora iheringi                  | Formigueiro-do-nordeste      |              | NT       |
|        | Formicivora erythronotos              | Formigueiro-de-cabeça-negra  |              | EN       |
|        | Formicivora grisea                    | Papa-formiga-pardo           |              | LC       |
|        | Formicivora (grisea) intermedia       | Papa-formiga-pardo-do-norte  |              | LC       |
|        | Formicivora serrana                   | Formigueiro-da-serra         |              | LC       |
|        | Formicivora littoralis                | Formigueiro-do-litoral       |              | NE       |
|        | Formicivora melanogaster              | Formigueiro-de-barriga-preta |              | LC       |
|        | Formicivora rufa                      | Papa-formiga-vermelho        |              | LC       |
|        | Formicivora grantsaui                 | Papa-formiga-do-sincorá      |              | EN       |
|        | Formicivora acutirostris              | Bicudinho-do-brejo           |              | EN       |
|        | Formicivora (acutirostris) paludicola | Bicudinho-do-brejo-paulista  |              | CR       |

- (*) Estado de conservação com base nos dados da União Internacional para a Conservação da Natureza.
- (*) Ampliar a imagem do mapa para melhor visão da ocorrência de cada espécie.